# Phil Thompson
Philip Bernard Thompson  (ur. 21 stycznia 1954 w Liverpoolu) – angielski piłkarz występujący na pozycji obrońcy.

## Kariera klubowa
Thompson zawodową karierę rozpoczynał w 1971 roku w Liverpoolu z First Division. W tych rozgrywkach zadebiutował 3 kwietnia 1972 roku w wygranym 3:0 meczu z Manchesterem United. W Liverpoolu spędził 13 lat. W tym czasie zdobył z zespołem siedem mistrzostw Anglii (1973, 1976, 1977, 1979, 1980, 1982, 1983), trzy Puchary Mistrzów (1977, 1978, 1981), dwa Puchary UEFA (1973, 1976), Superpuchar Europy (1977), Puchar Anglii (1974) oraz trzy Puchary Ligi Angielskiej (1981, 1982, 1983).
W 1984 roku Thompson odszedł do Sheffield United z Second Division. W Sheffield spędził dwa lata. W tym czasie rozegrał tam 37 spotkań. W 1986 roku zakończył karierę.

## Kariera reprezentacyjna
W reprezentacji Anglii Thompson zadebiutował 24 marca 1976 roku w wygranym 2:1 towarzyskim meczu z Walią. W 1980 roku został powołany do kadry na mistrzostwa Europy. Zagrał tam w pojedynkach z Belgią (1:1), Włochami (0:1) oraz Hiszpanią (2:1). Z tamtego turnieju Anglia odpadła po fazie grupowej.
W 1982 roku Thompson znalazł się w kadrze na mistrzostwa świata. Wystąpił na nich w meczach z Francją (3:1), Czechosłowacją (2:0), Kuwejtem (1:0), RFN (0:0) oraz Hiszpanią (0:0). Tamten mundial Anglia zakończyła na drugiej rundzie. W latach 1976–1982 w drużynie narodowej Thompson rozegrał w sumie 42 spotkania i zdobył 1 bramkę.